# Fulcrum Wheels

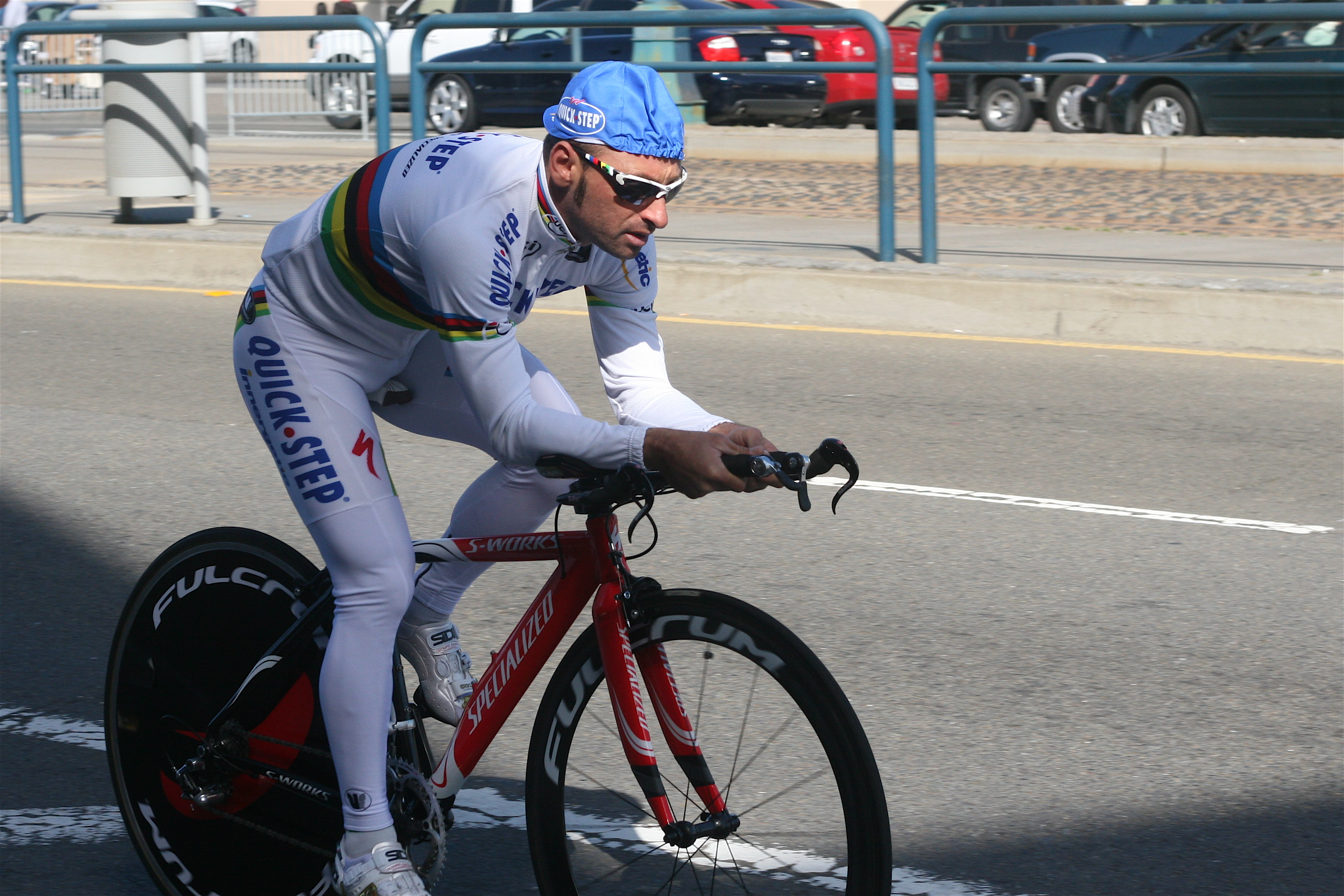
Paolo Bettini sur roues Fulcrum en 2007.

Fulcrum Wheels s.r.l. est un équipementier italien de l'industrie du cycle sur et hors route. Il fabrique en particulier des roues et des pédaliers. Le siège de l'entreprise se trouve à Arcugnano, sur les collines Berici, près de Vicence. Fulcrum a été fondée en juillet 2004 par trois ingénieurs aérospatiaux passionnés par le vélo.
Les roues de route Fulcrum ont obtenu immédiatement la confiance des grands champions et, dans les 4 premières années, elles ont franchi 4 fois la ligne d'arrivée du championnat du monde : en 2005 avec Tom Boonen, en 2006 et 2007 avec Paolo Bettini et en 2008 avec Alessandro Ballan. Mais ses succès ne se sont pas limités aux compétitions sur route. Julien Absalon a été Champion du monde de XC en 2006 et 2007 et a gagné en 2008 la médaille d'or aux Jeux olympiques de Pékin.

## Sponsoring
- 2012 : Androni Giocattoli-Venezuela, Colnago-CSF Inox, Lampre-ISD